# Galway
Galway (irsky Gaillimh, An Gaillimh či Cathair na Gaillimhe) je město nacházející se na západním pobřeží Irska, v provincii Connacht. Leží na řece Corrib mezi jezerem Corrib a Galwayským zálivem a je obklopeno hrabstvím Galway. Jde o čtvrtou nejlidnatější městskou oblast v Irské republice a o šesté nejlidnatější město na irském ostrově. Ve městě žije přibližně 83 tisíc obyvatel, avšak venkovská aglomerace hrabství je mnohem lidnatější.
Galway se stalo Evropským hlavním městem kultury pro rok 2020, společně s chorvatským městem Rijeka.

## Etymologie
Jméno města má původ v irském jménu Gaillimhe, jež vzniklo ze jména Dún Gaillimhe – „Pevnost Gaillimh“ při vzniku západních hranic prvního osídlování. Historicky bylo jméno poangličtěno jako Galliv nebo Gallive, blíž k irské výslovnosti. Jméno v latině je Galvia.
Město též nese přezdívku „Město kmenů“ (anglicky City of the Tribes, irsky Cathair na dTreabh) kvůli čtrnácti obchodním rodinám zvaných „kmeny Galway“, které řídily město v jeho hiberno-normanském období. Místní obyvatelé města jsou nazýváni Galwegians.

## Historie
Pevnost Dún Gaillimhe dal roku 1124 postavit král Connachtu a nejvyšší král Irska Tairrdelbach Ua Conchobair (vládl v letech 1088–1156). Hrad sloužil jako námořní základna, ze které operovala jeho flotila. Kolem vyrostla nová osada. Během normanské invaze do Connachtu ve 30. letech 13. století jej dobyl Angličan Richard Mór de Burgh (asi 1194–1242/43), nobilitovaný na prvního barona z Connachtu. Anglická koruna postupně získala úplnou kontrolu nad městem a v roce 1484 mu udělila statut samosprávného města. Tak stálo v opozici k irským sousedům. Nad západní branou města, dokončenou v roce 1562, byl vytesán nápis: „Před divokými O'Flaherty ochraňuj nás Bůh“. Irským domorodcům byl (na rozdíl od galwayských hiberno-normanských obyvatel) zakázán volný vstup do Galway. Říkalo se, že „ani O' ani Mac nesmí bez povolení chodit po ulicích Galway“.
Během středověku městu vládly „kmeny Galway“, což byla oligarchie čtrnácti kupeckých rodin, z nichž dvanáct prohlašovalo, že jsou normanského původu a dvě irského původu. Město prosperovalo z mezinárodního obchodu a bylo hlavním irským přístavem pro obchod se Španělskem a Francií. Památkou té doby je tzv. Španělský oblouk z let 1519–1520. V roce 1477 navštívil Galway Kryštof Kolumbus, pravděpodobně cestou na Island nebo na Faerské ostrovy. Později poznamenal na okraj své kopie mapy světa:„Muži z Cathay přišli ze západu. Viděli jsme mnohé rysy, zvláště v Galway v Irsku byli muž a žena mimořádného vzhledu, připluli na lodích z kmenů stromů…“ Pravděpodobně to byli Inuité, unesení Severoatlantickým proudem na východ.

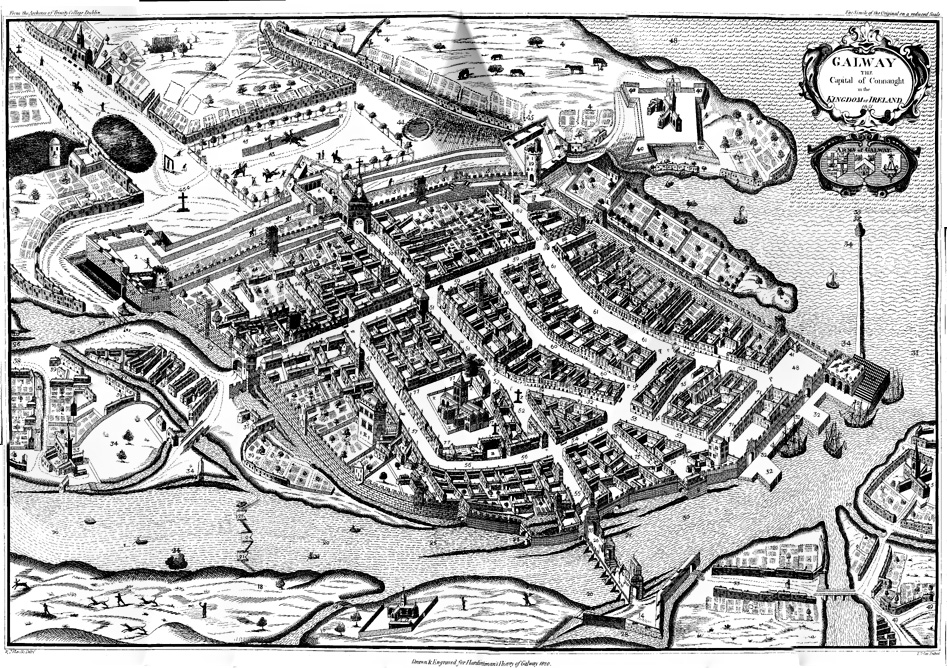
Plán opevněného města Galway z roku 1651

Během 16. a 17. století zůstalo Galway většinou loajální anglické koruně. Jen během tří válek se v roce 1642 spojilo s katolickou konfederací Kilkenny. Cromwellovo vojsko je obléhalo po tři měsíce. Na konci 17. století město podporovalo Jakobity a po bitvě u Aughrimu roku 1691 bylo dobyto williamity. Velké rodiny byly zničeny. Hladomor nastal v letech 1845–1852.
Během irské války za nezávislost v letech 1919–1921 se město stalo základnou britské armády. Mimo jiné byl tehdy zavražděn katolický kněz Michael Griffin. 
16. srpna 1971 velkou část centra města zničil požár. Po něm bylo vybudováno nové nákupní centrum.

## Památky

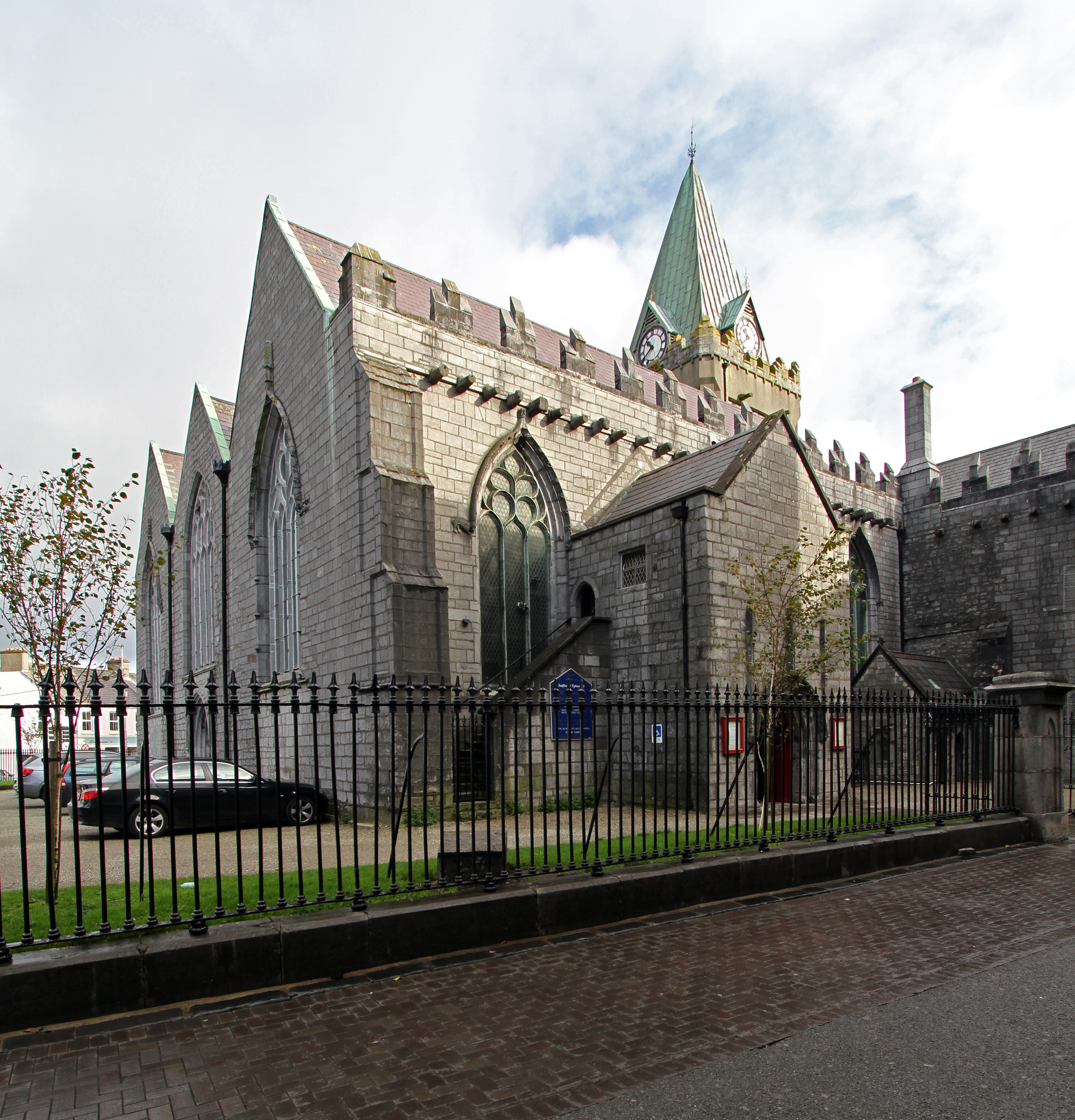
Kostel sv. Mikuláše

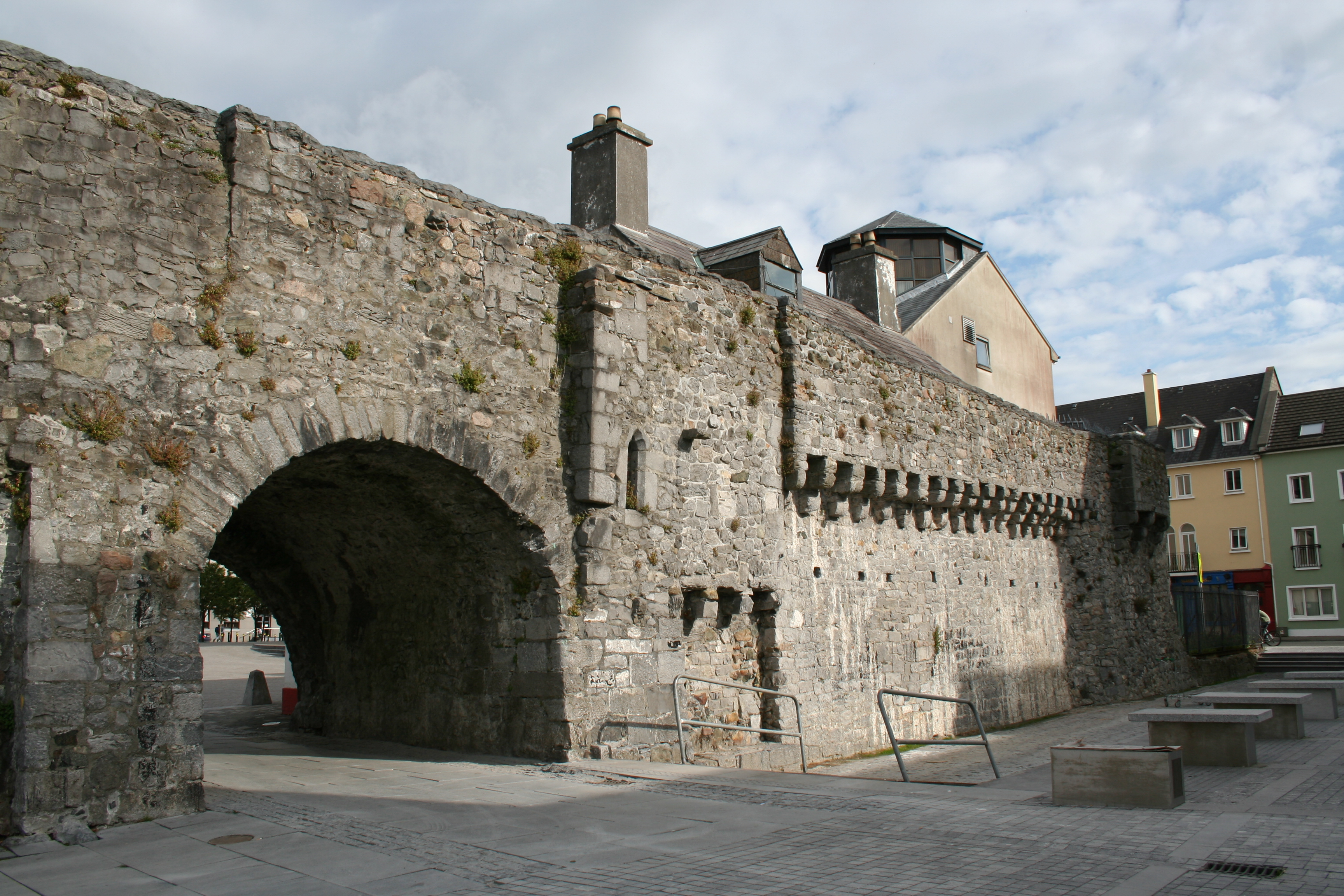
Španělský oblouk

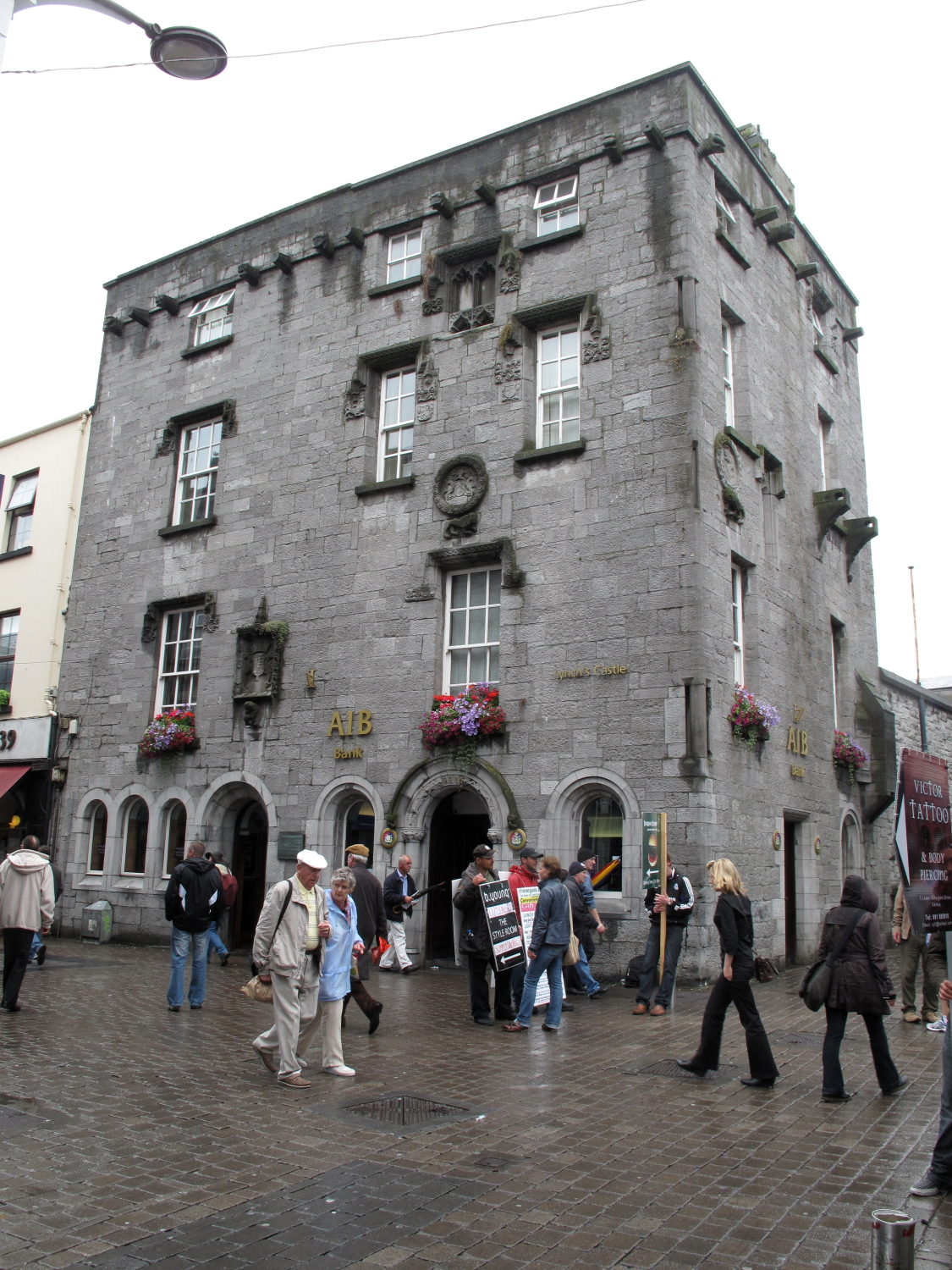
Hrad Lynch's Castle

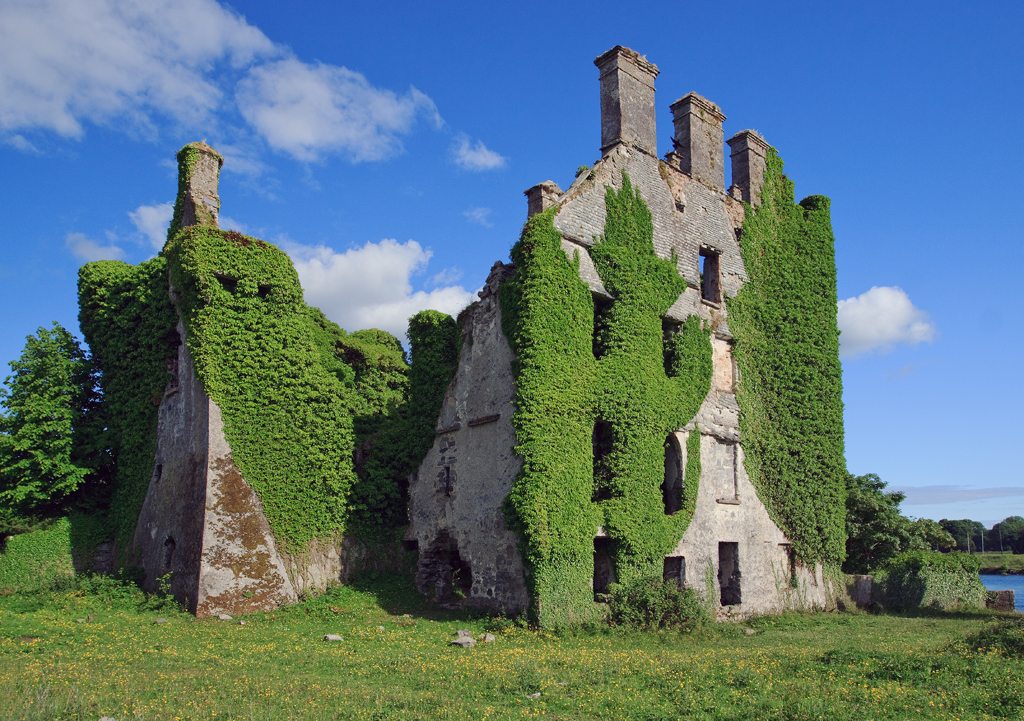
Ruiny hradu Menlo(ugh)

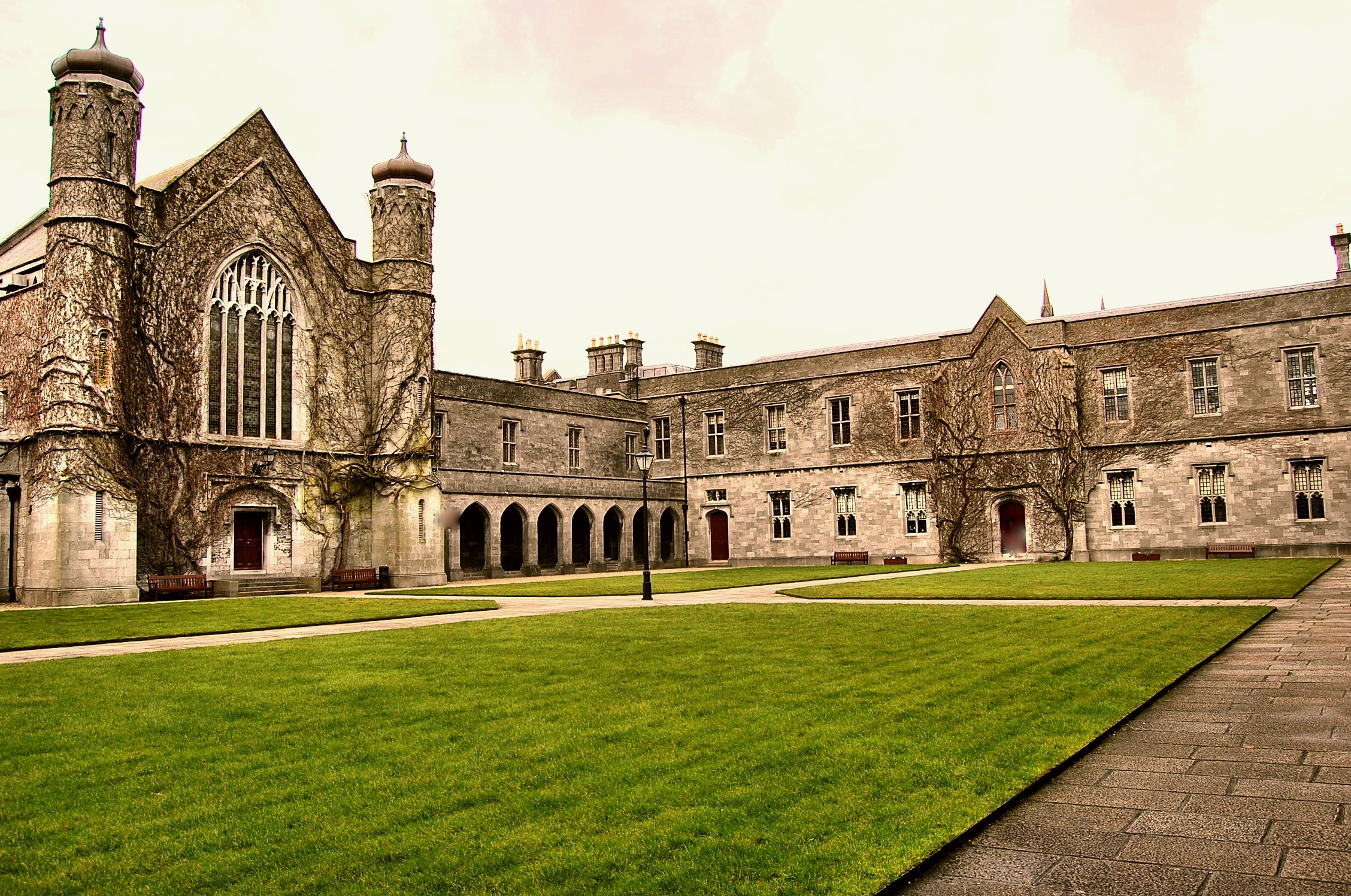
Irská národní univerzita

- Kolegiátní kostel sv. Mikuláše, gotická bazilika ze 14. století, kolegiátní kapitula při něm byla založena roku 1484; původně jen římskokatolické církve, nyní zčásti slouží pravoslavné církvi rumunské a ruské. V roce 2002 zde byl oddán stejnopohlavní pár, což vyvolalo pobouření.
- Španělský oblouk – část kamenné zdi městského opevnění s obloukem brány na tržiště, postavené roku 1584
- Lynch's Castle – románský věžový dům z 12. století, v centru města, na nároží nákupních ulic
- Ruiny hradu Menlo(ugh) jižně od města, na břehu řeky Corrib nedaleko od obce Menlo; hrad byl zničen požárem v roce 1910, uhořela v něm invalidní dcera majitele hradu, jejíž tělo nebylo nalezeno; dochovala se obytná věž z poloviny 16. století
- Katedrála Nanebevzetí Panny Marie a sv. Mikuláše  postavena z místního vápence v historizujícím slohu novorománském a novorenesančním v letech 1956–1958
- Kostely sv. Ignáce, sv. Augustina a sv. Josefa, převážně z 19. století
- Národní univerzita Irska – budovy koleje založené roku 1849

## Muzea
- Regionální muzeum s galerií současného umění, sídlí v chodbách opevnění u Španělského oblouku
- Geologické muzeum (univerzitní)
- Dům Nory Barnacleové (1884–1951), v původním interiéru předměty z osobní pozůstalosti; nejmenší muzeum v Irsku; Nora byla múzou a manželkou Jamese Joyce

## Odraz v kultuře
Píseň „Galway Girl“  je irská (keltská) lidová píseň, na jejíž motivy napsal stejnojmennou píseň  Steve Earle a nahrál ji roku 2000 s Sharon Shannonovou. Stejnojmenná píseň Eda Sheerana vyšla roku 2017; obě na toto město odkazují.

## Partnerská města
- Aalborg, Dánsko (1997)
- Bradford, Spojené království (1986)
- Cambridge, Spojené státy americké
- Chicago, Spojené státy americké (1997)
- Lorient, Francie (1978)
- Maesteg, Spojené království (2008)
- Milwaukee, Spojené státy americké (2001)
- Moncton, Kanada (2002)
- Čching-tao, Čína (1999)
- St. Louis, Spojené státy americké (1977)
- Seattle, Spojené státy americké (1986)
- Waitakere, Nový Zéland (2002)